# Handball-Oberliga Bayern 2025/26
Die Handball-Oberliga Bayern 2025/26 wird unter dem Dach des „Bayerischen Handballverbandes“ (BHV) organisiert und ist hinter der Regionalliga als fünfthöchste Liga im deutschen Ligensystem eingestuft.

## Saisonverlauf
Die Handball-Oberliga Bayern 2025/26 wird die zweite Saison der mit je zwölf Mannschaften (Männer und Frauen) in Nord und Süd eingeteilten bayerischen Oberliga.

### Modus
Es wird eine Hin- und Rückrunde gespielt. Platz eins jeder Gruppe ist Staffelsieger und Direktaufsteiger in die Regionalliga Bayern 2026/27. Die zweiten Plätze spielen in einer Relegation den dritten Aufsteiger aus.

## Teilnehmer
Die bisher qualifizierten Vereine zur Saison 2025/26
| Männer Nord - TSV Roßtal (A) - TV Marktsteft - SG Helmbrechts/Münchberg - SG Auerbach/Pegnitz - SG DJK Rimpar II - HSV Hochfranken - ESV 1927 Regensburg - ASV 1863 Cham - HSG Rödental/Neustadt (N) - Waldbüttelbrunn II (N) - MTV Stadeln (N) - TSV Sauerlach (N) | Männer Süd - HSG Lauf/Heroldsberg (A) - TSV Simbach - SC U´hofen-Germering - TSV Herrsching - TSV Ottobeuren - TSV Friedberg - HSG Dietmannsried/Altusried - HT München II - TSV Aichach (N) - SVW Burghausen (N) - Eichenauer SV (N) - HC Forchheim (N) | Frauen Nord - TSV Wendelstein (A) - HSV Bergtheim (A) - HBC Nürnberg - TV Marktsteft - HSG Pleichach - HG Zirndorf - Nabburg/Schwarzenfeld - SG Helmbrechts/Münchberg - HSG Volkach (N) - Weidhausen-Ebersdorf (N) - 1. FC Nürnberg (N) - SG Frankenpower (N) | Frauen Süd - HCD Gröbenzell 2 (A) - HC Donau/Paar - TSV Simbach - TSV Haunstetten II - TSV Herrsching II - HSG Würm-Mitte 22 II - TSV Aichach - Kissinger SC - SC U´hofen-Germering - TG Landshut (N) - SG Biessenhofen-Marktoberdorf (N) - TSV EBE Forst United II (N) |

- (A) = Absteiger aus der Bayernliga, (N) = Neu in der Liga, (R) = Rückzug, (RE) = Noch Relegationsteilnehmer Stand 1. Mai 2025

### Änderungen zur Vorsaison
Nicht mehr dabei sind die Auf- und Absteiger aus den Nord- und Südgruppen der Vorsaison. Neu hinzukommen die Absteiger aus der Regionalliga (A)
- Männer: TSV Roßtal, HSG Lauf/Heroldsberg und HC Erlangen III ?
- Frauen: TSV Wendelstein, HSV Bergtheim, HCD Gröbenzell II

und die
 Meister/Aufsteiger (N) aus den Bezirksoberligen:
- Männer: DJK Waldbüttelbrunn II (UFR), HSG Rödental/Neustadt (OFR), MTV Stadeln  (MFR), HC Forchheim (Ostbay.), TSV Aichach (Bay.- Schwaben), SVW Burghausen (Altbay), Eichenauer SV (Alpenvorland), TSV Sauerlach (Obb.).

- Frauen: HSG Volkach (UFR), HSG Weidhausen-Ebersdorf  (OFR), HG Zirndorf II (MFR), SG Frankenpower (Ostbay.), VfL Günzburg (Bayerisch-Schwaben) TV Altötting (Altbay), SG Biessenhofen-Marktoberdorf (Alpenvorland), TSV EBE Forst United II (Obb.). Nachrücker für Altbayern ist die TG Landshut und für Mittelfranken der 1. FC Nürnberg. Bayerisch-Schwaben stellt dieses Jahr keinen Aufsteiger. Aufstiegsverzicht fett gedruckt.

## Relegation

Bereich des „Bayerischen Handballverbandes“

### Aufstieg
Männer:
Frauen:

### Abstieg
Männer:
Frauen: